# Stržišče, Tolmin
Stržišče je vas v Občini Tolmin. Nahaja se v Baški grapi, ob južnem vznožju gore Črna prst (1844 m). Vas se deli na dva dela. V vasi je cerkev sv. Ožbolta in trgovina, ki je odprta le dvakrat v tednu. Stržišče je znano tudi po duhovnih vajah za mlade, ki jih je ustanovil monsignor Vinko Kobal.
V Stržišče vodi asfaltirana cesta iz vasi Hudajužna. Pešpoti vodijo v vas Rut čez grič Marhek, iz Podbrda čez Kalarsko brdo in iz vasi Kuk. Prebivalci Stržišč so večinoma zaposleni v bližnjem Podbrdu ali na Petrovem Brdu.

## Zgodovina
Vas je nastala v okviru srednjeveške kolonizacije kmetov tirolske Pustriške doline. Sodila je v rihtarijo trinajstih vasi z imenom Rut (glej tudi zgodovino naselja Rut). Na celotnem območju se je tirolsko narečje ohranilo do 18. stoletja. O njem pričajo nekatera ledinska in zemljepisna imena.  